# Savonlinna
Savonlinna (literalmente Castillo de Savonia – en Sueco: Nyslott - en ruso: Нейшлот, Neishlott, literalmente Castillo Nuevo) es una ciudad y municipio de unos 36 000 habitantes en el sureste de Finlandia, en el corazón de la región de los Lagos de Saimaa.
La ciudad fue fundada en el siglo XVII alrededor del castillo de San Olaf. El castillo fue fundado por Erik Axelsson Tott en 1475 en un esfuerzo para proteger Savonia y para controlar la inestable frontera entre el reino de Suecia y su adversario, Rusia.

## Geografía
La ciudad de Savonlinna ocupa varias islas dentro del lago Saimaa, siendo dos islas las que principalmente forman la ciudad. Las costas de estas islas están bañadas por las zonas llamadas Haukivesi y Pihlajavesi, que son áreas interiores del lago Saimaa. El área de la ciudad se constituye por más de una tercera parte de agua y existen infinidad de islas. Las dos principales islas que forman la ciudad están separadas del resto de tierra por tres estrechos, siendo estos llamados, de oeste a este Laitaatsalmi, Haapasalmi y Kyrönsalmi. El Parque Nacional Linnansaari y el Parque Nacional Kolovesi se encuentran parcialmente en la región de Savonlinna.

## Historia
La ciudad fue fundada como un asentamiento junto al Olavinlinna, como una iniciativa de fundar una ciudad de Pietari Brahe en 1639. La ciudad se vio cedida al Imperio Ruso en 1743 por la paz del Tratado de Åbo. 
A principio del siglo XX, Savonlinna se convirtió en el centro de astillería y del tráfico naval del lago Saimaa, por lo que fue en esta época cuando se empezó a desarrollar la industria en la ciudad. Todo esto fue acompañado por la construcción del ferrocarril y la creación de un balneario junto al aserradero.
Durante la Guerra de Continuación, la ciudad sufrió bombardeos ocasionales por parte del ejército soviético. La Catedral de Savonlinna fue uno de los edificios más dañados, pues se llegó a incendiar en 1940, causando casi su destrucción. Dicho templo fue reconstruido una vez acabada la guerra, en 1948.
En 1973, el municipio de Sääminki fue fusionado con el de Savonlinna; algo que también pasaría en 2009 con Savonranta y parte de Enonkoski.En 2013, los municipios de Kerimäki y Punkaharju fueron fusionados con el de Savonlinna.

## Infraestructuras y equipamientos

### Bienestar social

#### Educación
Savonlinna no tiene su propia universidad, pero la Universidad de Finlandia Oriental tiene sus propias facultades en la ciudad, incluyendo el Departamento de Formación de Profesorado y el Departamento de Comunicación Internacional. Además, la Universidad de Ciencias Aplicadas de Mikkeli tiene una escuela de dos plantas en la que se imparten clases de Turismo, Administración de Empresas y Salud.

### Transportes

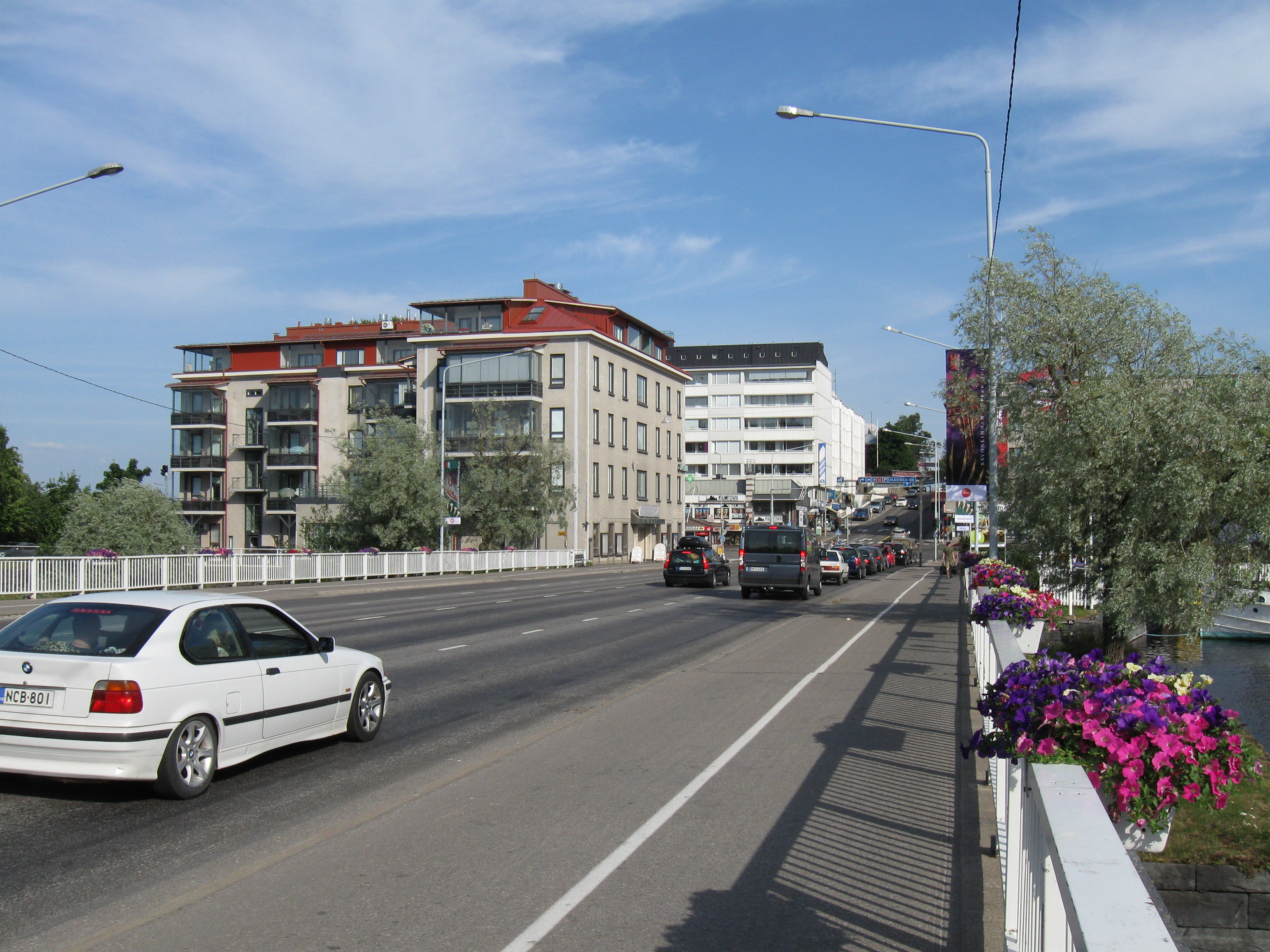
Valtatie 14 a su paso por Savonlinna.

#### Red viaria
La carretera nacional 14 (Valtatie 14) atraviesa el centro urbano, aunque se están llevando a cabo obras para crear una circunvalación. Esta vía la conecta con Juva a 60 km al oeste y con Parikkala a una distancia similar al este; accediendo a las Valtatiet 5 y 6, respectivamente.
Savonlinna se encuentra aproximadamente a 335 km de Helsinki; lo que equivale a unas 4 horas de viaje en automóvil.
Distancias
La siguiente tabla muestra las distancias entre Savonlinna, las ciudades más importantes del país y varias capitales europeas.
| Finlandia | km  | Europa   | km   |
| --------- | --- | -------- | ---- |
| Helsinki  | 335 | Berlín   | 1469 |
| Espoo     | 349 | Bruselas | 2133 |
| Tampere   | 361 | Londres  | 2407 |
| Vantaa    | 323 | Madrid   | 3709 |
| Turku     | 492 | París    | 2437 |
| Oulu      | 475 | Roma     | 3149 |
| Lahti     | 233 | Varsovia | 1342 |

#### Transporte aéreo
Savonlinna cuenta con un pequeño aeropuerto localizado a unos 14 km del centro urbano, con conexiones con el Aeropuerto de Helsinki-Vantaa. 

#### Ferrocarril

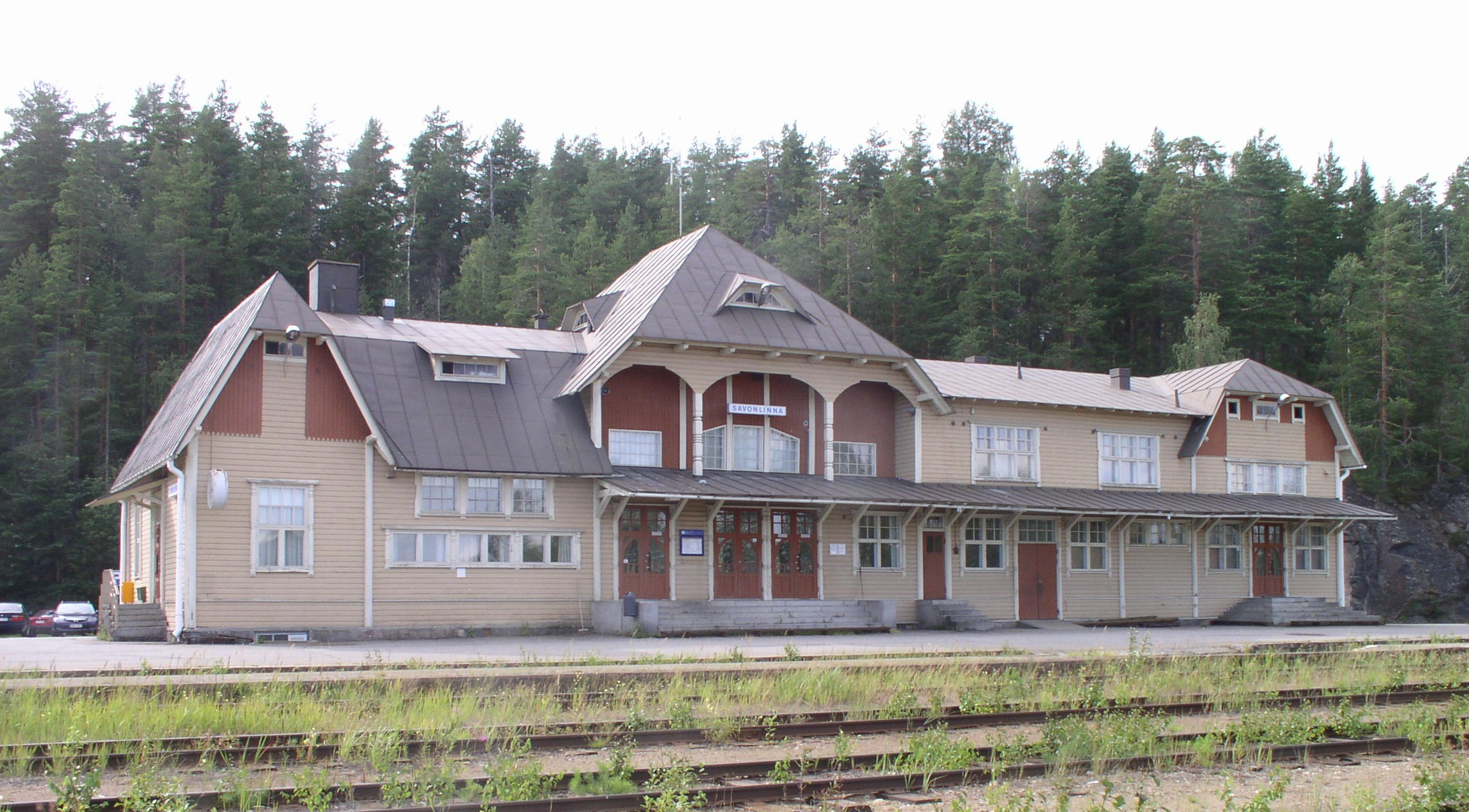
Estación de ferrocarril.

La ciudad se encuentra mal enlazada con el resto de la red nacional. Para acceder a líneas importantes, hay un servicio con trenes lentos que llegan hasta Parikkala y que permiten llegar a Helsinki en algo más de 4 horas. El servicio de ferrocarril está explotado por la empresa VR-Yhtymä.

## Cultura
El Festival de Ópera de Savonlinna es un famoso festival de ópera anual celebrado desde 1967 y en el periodo entre 1912 y 1916. Las actuaciones son llevadas a cabo en un escenario construido dentro del castillo. El evento recibe alrededor de 60 000 visitantes al año, de los que un cuarto son extranjeros.
El día festivo municipal es el 29 de julio, día de San Olaf.

## Deportes
Savonlinna acoge el campeonato mundial de lanzamiento de teléfonos móviles, que se celebra en el mes de agosto. Además, el equipo de hockey sobre hielo SaPKo, que juega en la liga Mestis; el Savonlinnan Työväen Palloseura de balompié de la división Kolmonen; y el Saimaa Volley de la máxima categoría del voleibol finés, tienen sus sedes en esta ciudad.

## Ciudades hermanas
Savonlinna está hermanada con las siguientes ciudades europeas:
- Árborg, Islandia
- Arendal, Noruega
- Detmold, Alemania
- Kalmar, Suecia
- Silkeborg, Dinamarca
- Torzhok, Rusia